# Jackie R. Jacobson
Jackie R. Jacobson (Los Ángeles, California; 2 de febrero de 2002)  es una actriz estadounidense. Es conocida por interpretar a Dylan en Malibu Rescue, Monica Radcliffe en la película A Horse Story.

## Vida y carrera
Jacobson nació en California, Estados Unidos. Ella es la menor de tres hermanos. Tiene dos hermanos mayores. Desde los 4 años quiso ser actriz. Organizaba espectáculos y entretenía a familiares y amigos. A Jackie le encanta hornear en su tiempo libre. Jackie desea seguir actuando para siempre y asistir a escuelas culinarias en algún momento en el futuro.

## Filmografía
- 2013 The Learning Curve
- 2014 Sister
- 2015 Six Gun Savio
- 2015 A Horse Story
- 2019 Malibu Rescue
- 2020 Malibu Rescue: The Next Ware

## Series de televisión
- 2016 Game Shakers (1 episodio)
- 2019 Malibu Rescue (Dylan)